# Palaua rhombifolia
Palaua rhombifolia là một loài thực vật có hoa trong họ Cẩm quỳ. Loài này được R. Graham mô tả khoa học đầu tiên năm 1830.